# Melissa Clark
Melissa Clark é uma escritora, produtora, roteirista e atriz canadense. Ela é muito conhecida por ser a criadora da série animada Sorriso Metálico.  Melissa Clark é uma escritora de contos que acabou virando escritora de programas infantis para a TV. É a criadora da premiada animação Sorriso Metálico, e também tem contribuído com scripts para O Mundo Redondo de Olie, Três Espiãs Demais, entre outros. Ela escreveu dois livros: Swimming Upstream e Imperfect, todos os dois sobre romance. O primeiro livro não foi bem publicado mais o segundo já esta disponível. Melissa atualmente mora em Los Angeles e ensina na Otis College of Art. Em 2013, ela escreveu seu terceiro livro, chamado Bear Witness. O romance é sobre as conseqüências de um seqüestro.  

## Carreira
O pai de Melissa era escritor, sendo assim, desde criança, ela vivia mexendo nas máquinas de datilografar de seu pai, se divertindo muito com aquilo tudo. Pouco tempo depois, quando aprendeu a escrever, começou a fazer contos em casa, aumentando sua paixão pela escrita. Acabou estudando escrita e literatura, tanto a faculdade quanto a pós-graduação, devido ao grande interesse pela leitura e escrita.  Trabalhou durante 20 anos produzindo séries para a televisão. Foi a criadora da série animada Sorriso Metálico, no entanto, depois de três temporadas, ela decidiu, em 2005, desistir de trabalhar com ele, para se dedicar a carreira como escritora. Durante um jantar, com um amigo, ela teve a ideia para seu primeiro livro, chamado Swimming Upstream, Slowly.  O livro é um romance sobre uma garota chamada Sasha Salter, que acorda um dia descobrindo que ela está grávida. O único problema é que ela não tinha tido relações sexuais fazia mais de 2 anos. O diagnóstico do médico é que o corpo de Sasha estava abrigando um espermatozoide preguiçoso. Sasha deve agora abrir a caixa de seu passado para descobrir qual dos seus ex-namorados é o pai - e o que o futuro le reserva.  Algum tempo depois, ela lançou seu segundo livro, o Imperfect, um livro que fala sobre bullying na infância, e sobre o que pode causar isso no futuro. Este livro foi bem recebido pela critica, que deu respostas em geral positivas para o trabalho de Clark.  Ela mora em Los Angeles, e ensina na Otis College of Art nos tempos atuais. Ela começou a trabalhar com seu terceiro livro, o Bear Witness, em 2013.  Entretanto, o livro só foi lançado em 7 de Abril de 2015.  O livro conta a história de uma menina que testemunhou o sequestro de sua melhor amiga. Segundo Clark, o livro é inspirado em seu medo de ser sequestrada na infância e no caso da morte de Polly Klaas, que foi sequestrada e estrangulada. 

## Trabalhos

### Atriz
- The Funny Farm (1983)

### Produtora
- Sorriso Metálico (2001 - 2005)

### Escritora
- Colheres de Prata (1986)
- Sweet Valley High (1996)
- O Mundo Redondo de Olie (1998)
- Sorriso Metálico (2001-2004)
- Swimming Upstream, Slowly (2006)
- Imperfect (2012)
- Bear Witness (2015)